# Кабинет (журнал)
«Кабинет» — петербургский интеллектуальный журнал о современном визуальном искусстве и науке. 
Журнал основан Олесей Туркиной, Иреной Куксенайте, Тимуром Новиковым, Сергеем Бугаевым и Виктором Мазиным в 1991 году. 
C 1991 по 1997 год издавался тиражом 99 экземпляров. Издано 12 номеров, 3 приложения. В 1997 году в связи с выставкой журнала в амстердамском «Стеделейкмюсеуме» выходит «Kabinet Anthology» на английском языке. С 1998 года под названием «Кабинет: Картины Мира» выходит как альманах тиражом от 500 до 1000 экземпляров. В круг постоянных авторов входят Виктор Тупицын, Павел Пепперштейн, Рената Салецл, Сергей Бугаев, Олеся Туркина, Славой Жижек. Главный редактор — Виктор Мазин.